# Romano Ledda
Romano Ledda (Tunisi, 1930 – Roma, 26 marzo 1987) è stato un giornalista e politico italiano.

## Biografia
Membro della segreteria nazionale della FGCI, nel 1960, col IX congresso, entrò nel Comitato centrale del Partito Comunista Italiano, rimanendovi fino alla morte. Come giornalista fu collaboratore de Il Contemporaneo, condirettore de l'Unità, vicedirettore di Critica marxista e di Rinascita, rivista di cui, nell'ultimo anno di vita, fu nominato direttore. Fu autore di importanti inchieste sulla politica in Africa. La sua intervista a Pietro Ingrao (Crisi e terza via, Roma, Editori Riuniti, 1978) fu tradotta in diverse lingue  e riedita nel volume Masse e potere; Crisi e terza via, (Roma, Editori riuniti, 2015).

## Opere principali
- Una rivoluzione africana, Bari, De Donato, 1970
- La battaglia di Amman, Roma, Editori riuniti, 1971
- L'Europa fra nord e sud: trent'anni di politica internazionale, con prefazione di Bruno Trentin, Roma, Editori riuniti, 1989